# Lac de Guerlédan
Pour les articles homonymes, voir Guerlédan.
Le lac de Guerlédan est un lac artificiel français situé d'une part sur les communes de Saint-Aignan et Sainte-Brigitte dans le Morbihan et, d'autre part, celles de Mûr-de-Bretagne, Caurel et Saint-Gelven dans les Côtes-d'Armor. Il matérialise, en partie, la limite entre le Morbihan et les Côtes-d'Armor.
D'une superficie de 304 ha, long de 12 km et profond de 45 m au pied du barrage, le lac de Guerlédan est le plus grand lac artificiel de Bretagne.
Sa formation est due à la construction du barrage de Guerlédan de 1923 à 1930 sur le cours d'eau du Blavet. Il alimente l'usine électrique du barrage, d'une puissance de 15 MW, exploitée depuis 1946 par EDF.

## Étymologie
Son nom vient du hameau de Guerlédan (du breton vannetais Gouer ledan, le « ruisselet large ») baptisé en référence à la rivière le Blavet qui s'élargit à cet endroit.

## Géographie

### Situation
Tapi au creux des collines du centre Bretagne entaillées par la vallée du Blavet, le lac de Guerlédan se trouve au nord de la forêt de Quénécan, massif boisé situé sur la bordure nord-ouest du plateau de Rohan (appellation discutable car la topographie est marquée par des collines désordonnées où ne se discerne aucune direction nette, et non par une surface plane).

### Cadre géologique

Carte géologique du Massif armoricain.

Le lac est situé au cœur du domaine centre armoricain, unité géologique du Massif armoricain qui correspond à une structure s'allongeant sensiblement en direction W-E, depuis la baie de Douarnenez jusqu'au bassin de Laval. S'opposant aux bas plateaux littoraux méridionaux et septentrionaux, ce bassin sédimentaire marqué par une forte subsidence, est constitué de séries rythmiques de schistes briovériens (sédiments non ou peu modifiés par métamorphisme, caractérisés par un débit en feuillets serrés plus ou moins marqué), de grès et de conglomérats (roches détritiques qui proviennent sans doute du démantèlement de la chaîne cadomienne au nord, mais aussi de reliefs situés au sud, donnant des dépôts sédimentaires accumulés sur plus de 15 000 m d'épaisseur, plissés et affectés par un métamorphisme régional de faible intensité uniquement décelable au microscope), formant un socle pénéplané sur lequel repose en discordance des formations paléozoïques sédimentaires (séries rythmiques de grès et de siltites correspondant à des dépôts de plate-forme marine).
À la fin du Dévonien, ces sédiments sont impliqués dans l'élaboration de la chaîne hercynienne et sont déformés de façon généralement modérée : à l'échelle locale, dans la mesure où la région se situe dans les zones peu profondes de cette chaîne montagneuse, leur déformation se traduit par des plissements droits et simples selon une direction N 110°-N 120°E (plissement de direction dite « armoricaine » formant en travers de la Bretagne centrale une bande constituée du synclinorium des montagnes Noires, des reliefs situés au nord de Pontivy, et du synclinorium de Martigné-Ferchaud), par plusieurs familles de failles d'orientations différentes, et par le développement d'une schistosité qui affecte les roches métamorphiques de faible degré correspondant à la partie la moins profonde ou zone externe de la chaîne hercynienne (chaîne montagneuse pratiquement effacée par l'érosion),.
Le lac s'insère dans ce dispositif longitudinal de crêtes appalachiennes, d'orientation préférentielle N 110°, et entaille le flanc nord du l'anticlinal briovérien de la forêt de Quénécan (appelé aussi l'anticlinal des Forges des Salles) constitué de schistes ardoisiers et quartzites de l'ordovicien (connues sous le terme de Grès armoricain).
« Les schistes ardoisiers sont formés de fines paillettes orientées (schistosité S1) de muscovite, de chlorite et fréquemment de paragonite. Le quartz, en grains très fins, est étiré dans la schistosité. Du chloritoïde, généralement orienté dans la schistosité S1 est fréquent à la base de la formation schisteuse. À ces minéraux essentiels, s'ajoutent de fines paillettes de graphite, du rutile soit en grains détritiques soit en aiguilles néoformées et des grains détritiques de zircon et de tourmaline. Ces roches peuvent perdre leur qualité ardoisière soit en raison du développement d'une deuxième schistosité S2 soit par enrichissement en quartz ».

## Histoire

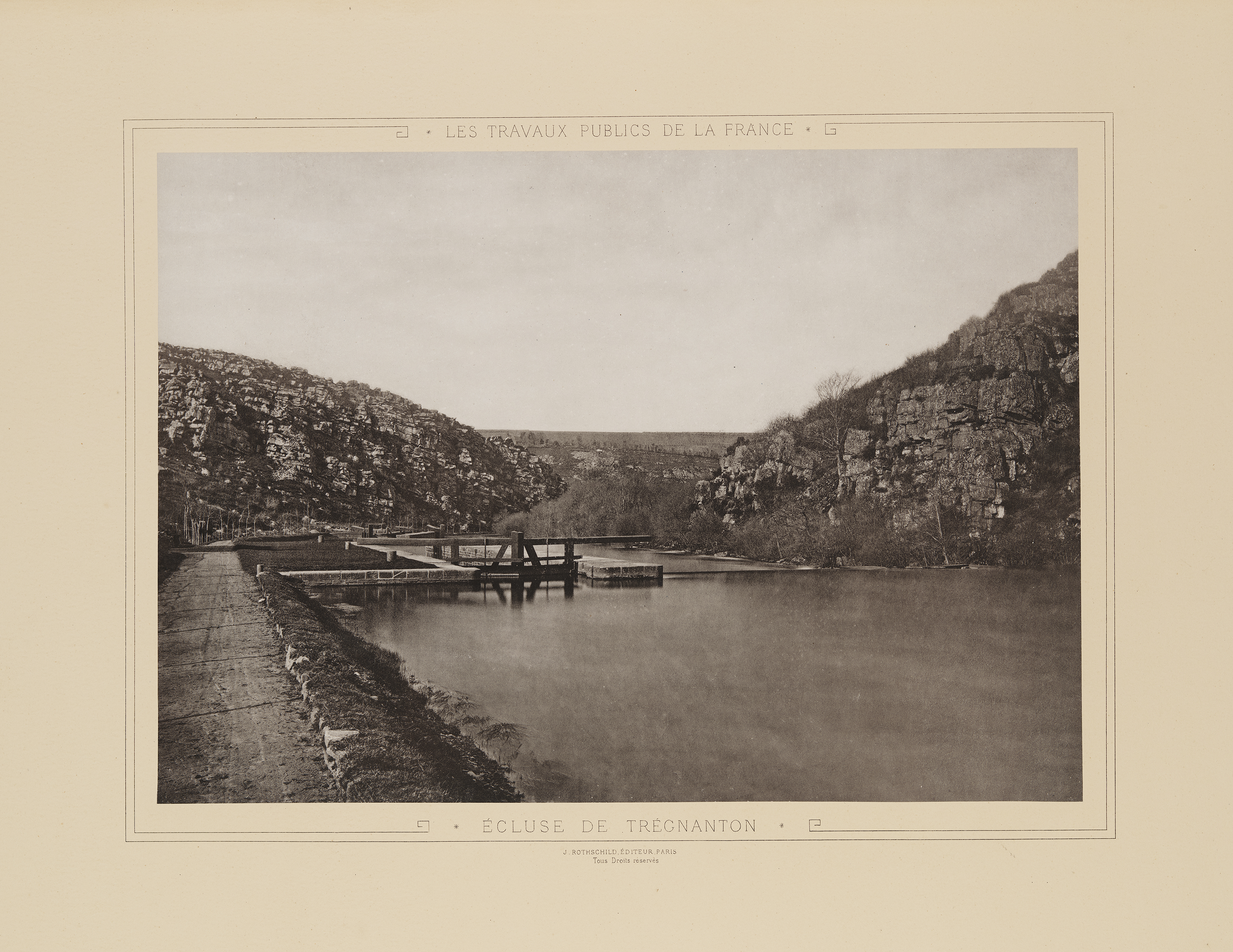
Écluse de Trégnanton avant son engloutissement.

Ce lac a été créé pour alimenter le barrage de Guerlédan. Le chantier dura sept ans de 1923 à 1930 et dut faire face à de nombreuses difficultés d'ordre géologique (creusement des fondations pour éliminer une poche d'argile en 1924), technique (barrage-poids de 208 mètres de long) et financier. Faute d'argent, le chantier fut même arrêté de l'automne 1925 au printemps 1927. L'usine électrique associée au barrage est d'une puissance de 15 MW, et est exploitée depuis 1946 par EDF.
La création du barrage a eu pour effet de noyer la vallée du Blavet sur plus de 8 kilomètres, entraînant l'immersion de neuf carrières d’ardoises (économie de la région depuis le XVIe siècle), de maisons d'ardoisiers et de fermes.
Elle a également supprimé la continuité du trafic fluvial sur le canal de Nantes à Brest, en coupant ce dernier qui empruntait à cet endroit le cours canalisé du Blavet. Seize maisons éclusières et 17 écluses du canal de Nantes à Brest ont ainsi été englouties : 
| Écluse | Lieu          | Altitude      | Distance de Nantes |
| ------ | ------------- | ------------- | ------------------ |
| no 120 | Moulin neuf   | 84,04 mètres  | 227,3 kilomètres   |
| no 121 | Castel-Finans | 85,64 mètres  | 228,3 kilomètres   |
| no 122 | Caurel        | 88,74 mètres  | 229,5 kilomètres   |
| no 123 | Kergoff       | 90,64 mètres  | 230,9 kilomètres   |
| no 124 | Pouldu        | 92,68 mètres  | 232,0 kilomètres   |
| no 125 | Baraval       | 95,18 mètres  | 232,8 kilomètres   |
| no 126 | Kermadec      | 96,75 mètres  | 233,5 kilomètres   |
| no 127 | Trégnanton    | 99,75 mètres  | 234,0 kilomètres   |
| no 128 | Cosquer       | 102,25 mètres | 234,2 kilomètres   |
| no 129 | Cuilleret     | 104,75 mètres | 234,4 kilomètres   |
| no 130 | Zélo          | 106,75 mètres | 234,7 kilomètres   |
| no 131 | Saint-Gelven  | 109,25 mètres | 235,0 kilomètres   |
| no 132 | Malvran       | 111,58 mètres | 235,2 kilomètres   |
| no 133 | Toul-er-Lann  | 113,62 mètres | 235,4 kilomètres   |
| no 134 | Toulhouët     | 115,94 mètres | 235,7 kilomètres   |
| no 135 | Granges       | 118,44 mètres | 236,2 kilomètres   |
| no 136 | Longeau       | 120,94 mètres | 236,7 kilomètres   |

En 1957, la navigation de la section Pontivy-Châteaulin du canal de Nantes à Brest est progressivement abandonnée. Au XXIe siècle elle est rétablie progressivement à partir de Port-Launay, du lac de Guerlédan et de Pontivy. Le lac de Guerlédan est devenu essentiellement un lieu touristique de loisirs et de promenades ainsi qu'une réserve d'eau potable pour presque toute la moitié ouest du Morbihan. En 1968, neuf communes s'associent pour créer le syndicat intercommunal pour l’aménagement de la rive sud du lac de Guerlédan.
On peut y pratiquer diverses activités nautiques, se promener sur les rives du lac dont les 40 km du pourtour sont entièrement balisés, et profiter des points de vue panoramiques, notamment au rond-point du lac et à l'anse de Tregnanton, sur le côté sauvage du lac.

### Patrimoine
Le lac est doté d'un riche patrimoine lui étant lié : l'abbaye de Bon-Repos, les forges des Salles, le bourg de Gouarec sur le côté ouest ; le barrage, la chapelle Sainte-Tréphine, l'allée couverte de Coat-Méal, le bois de Caurel sur l'est.

## Assecs du lac

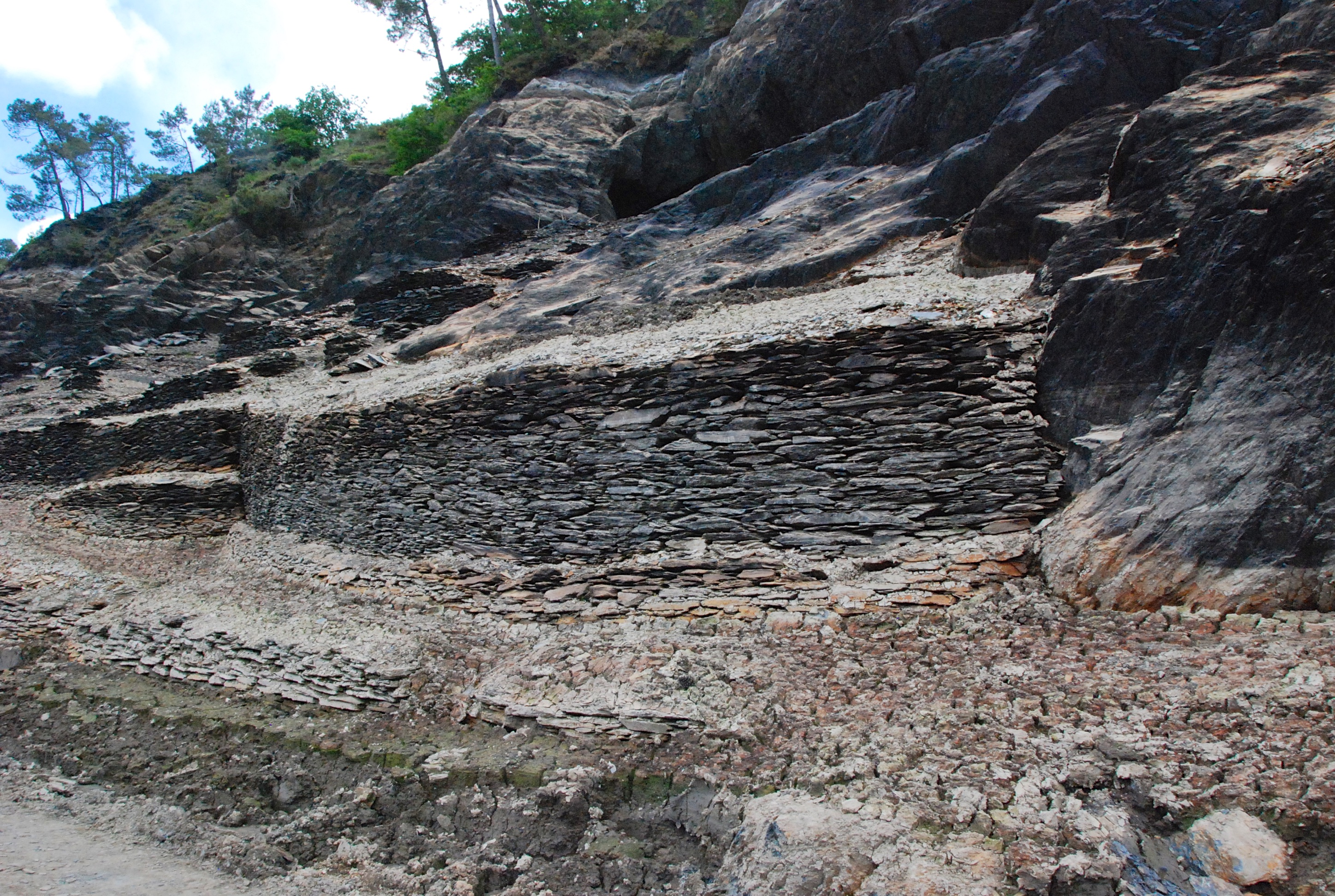
« Tue-vent » dans l'ardoisière de Kériven surplombant le lac de Guerlédan : cet abri protégeait le fendeur des intempéries et favorisait le séchage des ardoises.

En 1927, l'État prescrit d’assécher les lacs tous les dix ans afin de vérifier l’état des barrages et effectuer des réparations. Celui de Guerlédan doit subir cette opération en 1941 mais il est alors contrôlé par les Allemands. La première vidange a lieu en 1951. Depuis, il fait régulièrement l'objet de vidanges partielles ou totales : l'assec de 1951 est répété en 1966, 1975, 1985 et 2015. Dévoilant un paysage lunaire étonnant, ces vidanges permettent de redécouvrir les vestiges de l'ancienne vallée, des activités humaines autour de celle-ci (maisons, jardinets, vergers) ainsi que les vestiges de l'exploitation du charbon de bois, des ardoisières, des écluses et déversoirs. Les assecs provoquent chaque fois un regain de curiosité pour le site.
À l'occasion de la vidange de 1985, la foule s’était déplacée durant toute la période de vidange créant des embouteillages et des problèmes de stationnement.
Plus récemment, la technologie a permis d'espacer le rythme des vidanges. En 1995 et 2005, des robots ont été utilisés pour inspecter les parties immergées. En 2005, l'examen subaquatique par robot révèle que l’état du barrage nécessite des travaux de réfection du système d’étanchéité du parement amont et la rénovation des vannes de fond et des conduits.
À la suite du renouvellement de sa concession en 2008, EDF vide le lac au printemps 2015.

### Assec de 2015

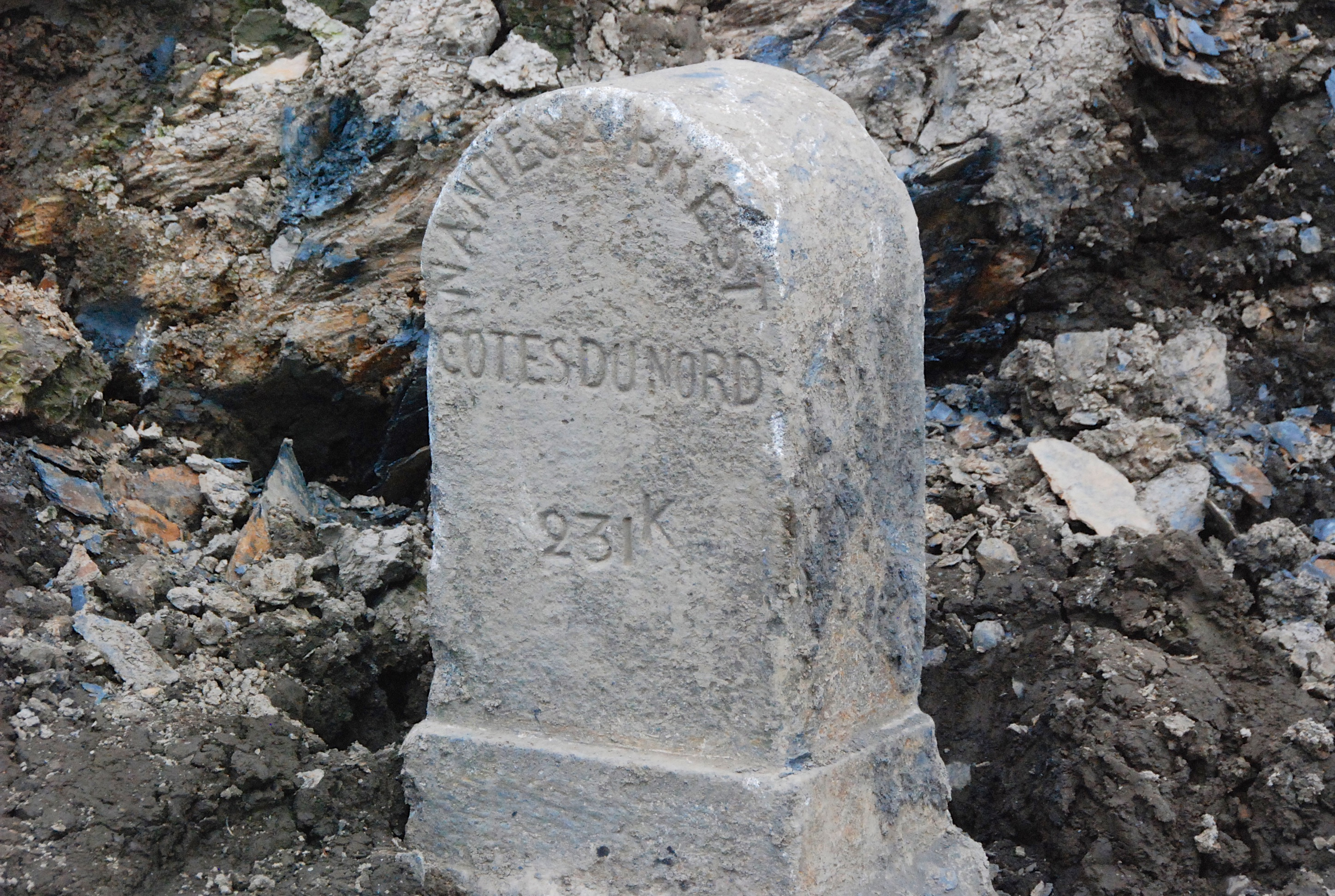
L'assec de 2015 révèle une borne kilométrique qui jalonnait le chemin de halage du canal de Nantes à Brest.

Le 14 mars 2013, Georges Tilly, maire de Mûr-de-Bretagne et président de la communauté de communes Guerlédan Mûr-de-Bretagne, annonce officiellement une nouvelle vidange totale du lac de Guerlédan :

« Le 5 février, une réunion s’est tenue avec les sous-préfets de Guingamp et de Pontivy, ainsi qu'[avec] les responsables d’EDF qui a la gestion du barrage de Guerlédan et [avec] les différents services de l’État. Cette réunion faisait suite à la réglementation française imposant aux exploitants de barrages de plus de dix mètres de haut de réaliser un examen technique complet tous les dix ans.
Cette réglementation s’applique au barrage de Guerlédan, un des principaux barrages hydroélectriques de Bretagne, à cheval sur les Côtes d’Armor et le Morbihan. »

— Article du Télégramme, « Lac de Guerlédan. La vidange programmée pour 2015 ».
Différentes commissions sont mises en place pour identifier toutes les problématiques tant en qualité de l'eau, en eau potable, en gestion de la ressource piscicole, en flux de touristes et en impacts positifs ou négatifs sur les activités liées au tourisme.

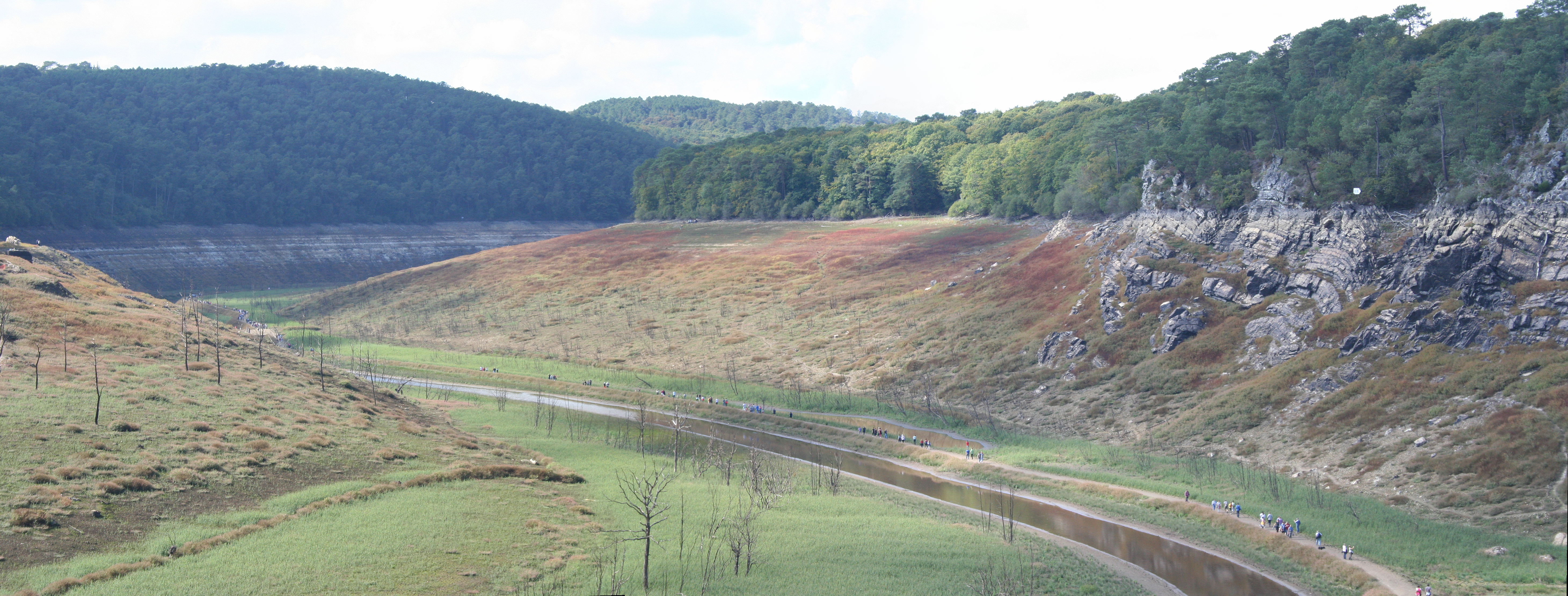
20 septembre 2015, panoramique.

Les principaux travaux réalisés lors de cet assec sont la réfection de l'étanchéité de la paroi amont du barrage, la rénovation des deux conduits de fond et de leurs vannes, et la construction de batardeaux permettant en principe à l'avenir d'éviter les vidanges totales.
Les travaux durent huit mois, dont six avec le lac à sec. À partir de mars 2015, un turbinage abaisse progressivement le niveau de la retenue d’eau de dix cm par heure en moyenne. Une fois le niveau des turbines atteint, la vidange est réalisée par vannes, avec l'ouverture des vannes de fond du barrage dont le débit de 35 m3/s fait baisser le niveau de six cm/h en moyenne.
La période d'assec, au cours de laquelle l'inspection des parties habituellement immergées et les travaux sont réalisés, a lieu de mai à novembre 2015.
La remise en eau est entamée à partir du 29 octobre 2015. Après remplissage de la retenue d’eau par le débit naturel du Blavet, la centrale hydroélectrique est remise en service début 2016.
La pêche de récupération permet de récolter des poissons (sandre, brochet, perche, brème, gardon) qui suivent trois destinations selon leur état : 200 kg de poissons morts mais en bon état sanitaire sont mis en vente sur les marchés de la région. Les plus abîmés (la majorité) sont transformés en farine animale destinée à l'alimentation des poissons. Les plus beaux spécimens sont répartis dans les sites de pêche des sociétés morbihannaises et costarmoricaines. Les recettes générées par cette vente sont destinées à financer le plan de rempoissonnement qui prévoit, après le ré-emplissage de la retenue, la réintroduction de 13 tonnes de poissons (contre 18).
Côté tourisme, une trentaine de guides conférenciers ont accueilli le public, avec deux à trois millions de touristes attendus. Le bilan touristique officiel de cet assec montre qu'il a attiré entre 1,5 et deux millions de personnes, dont 141 421 pour les visites guidées payantes.

Assec de 2015
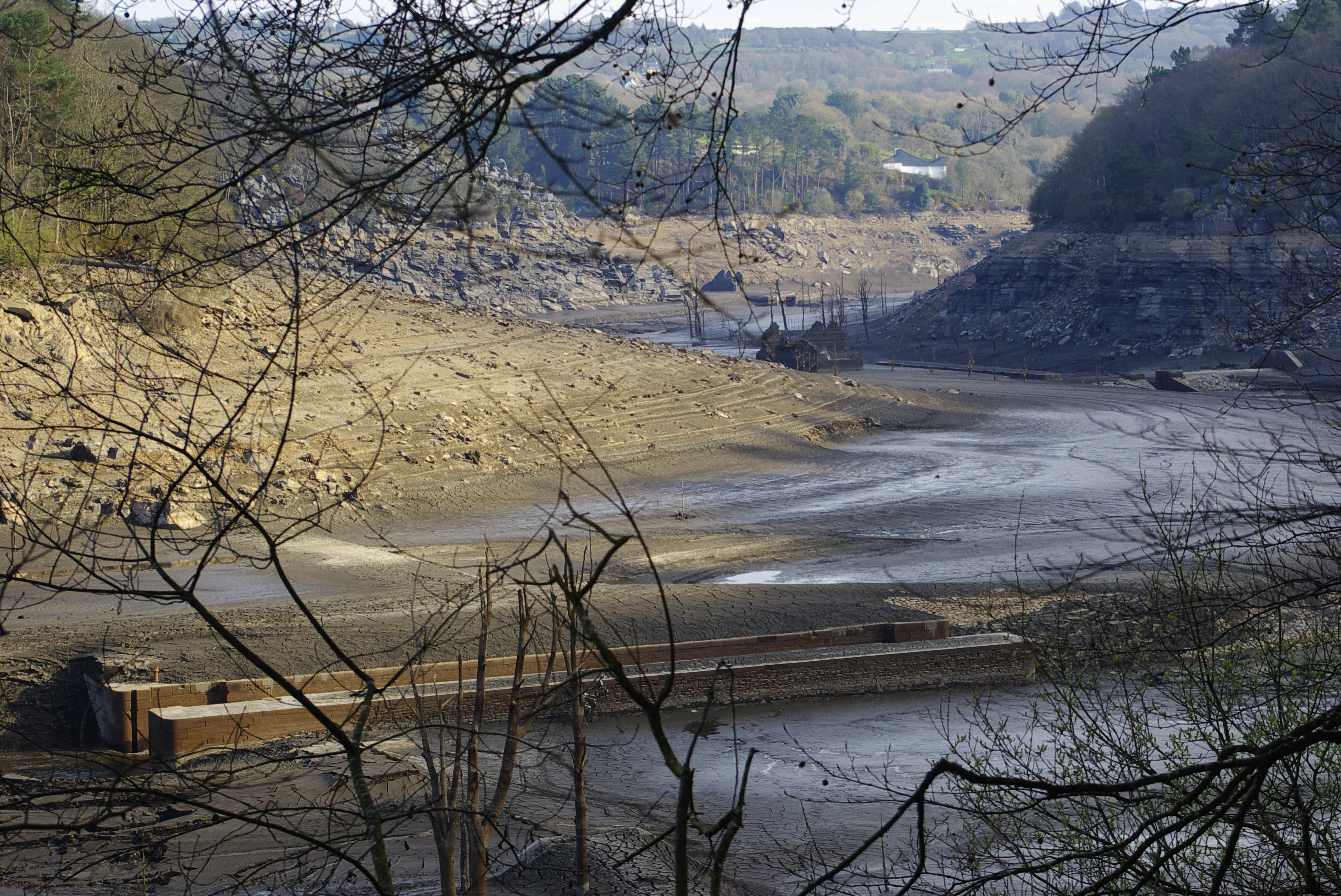
Le lac le 10 avril.
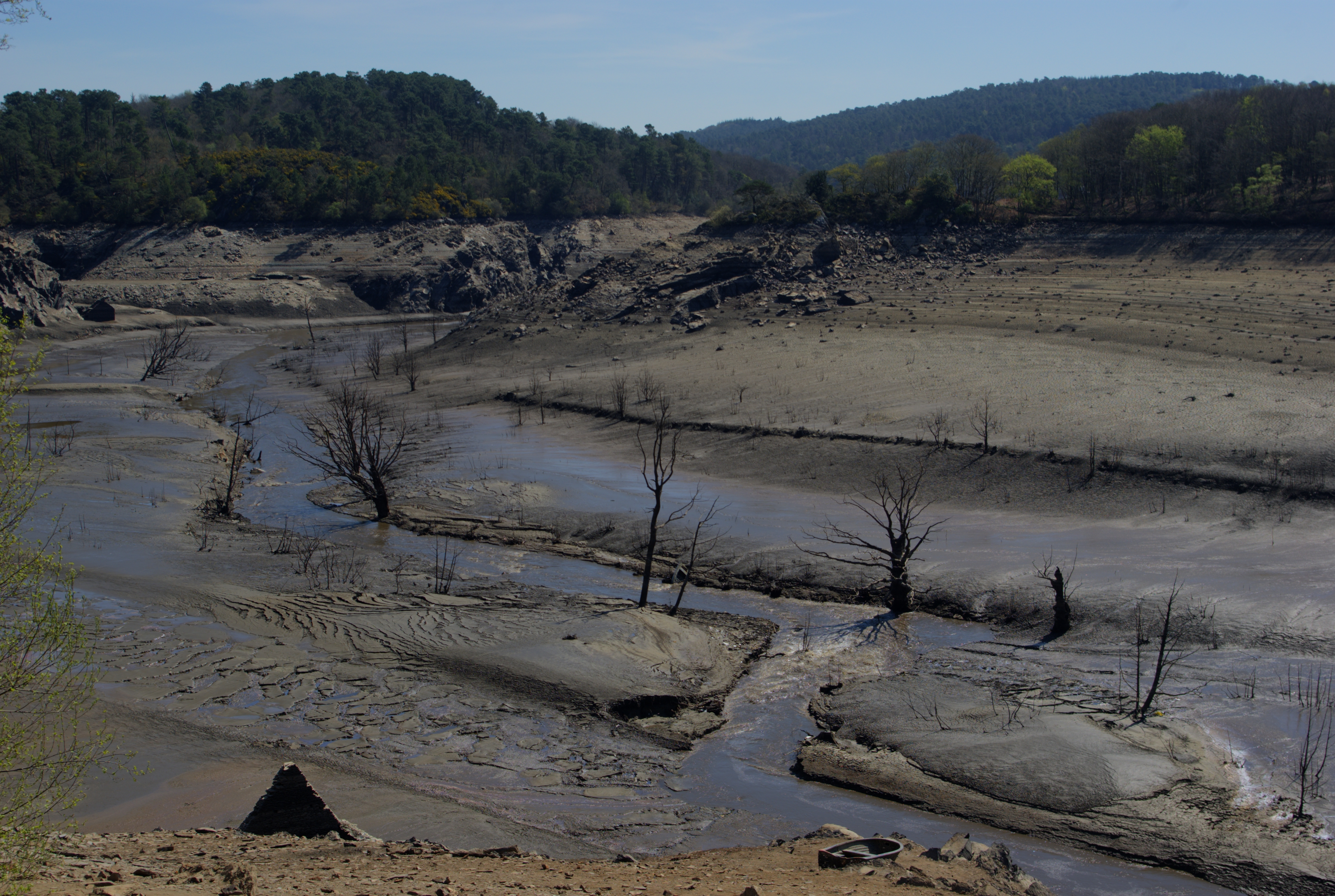
Le 14 avril, en fin de vidange.
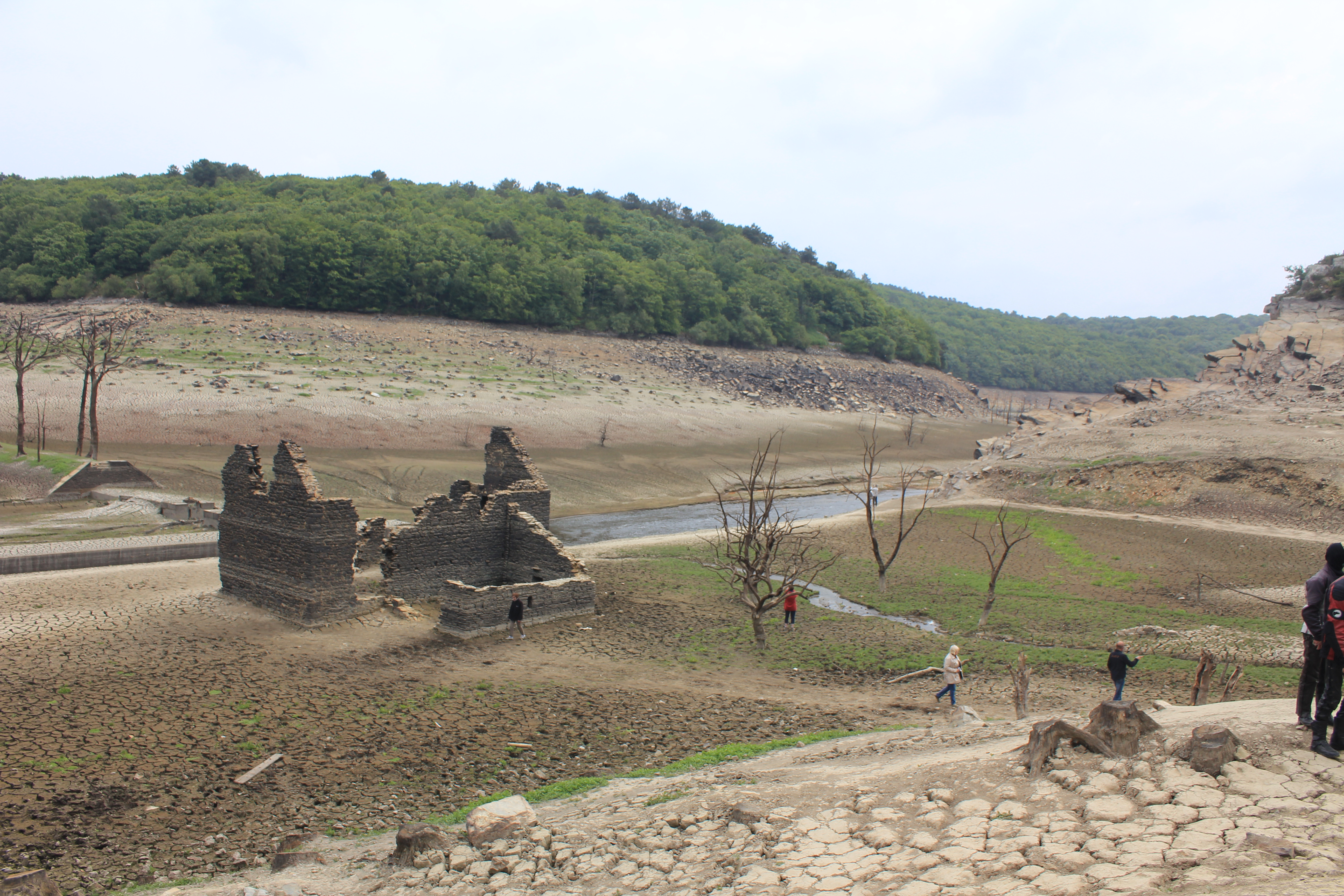
Juin 2015, l'assec révèle une ancienne maison éclusière, une écluse et des arbres fossilisés.
Le 6 septembre.

## Au cinéma
Le lac de Guerlédan sert de décor naturel au film Camping du lac d'Éléonore Saintagnan sorti en juin 2024.